# ウクライィーンスィキ・ソーコルィ
ウクライーンシキ・ソーコルイ（ウクライーンシキ・ソーコルィ；ウクライナ語:Українські Соколиウクライーンスキイェ・ソーコルィ；ウクライーンスキエ・ソーコルイ）は、ウクライナ空軍の展示飛行チームである。チーム名は、「ウクライナのハヤブサたち」という意味である。また、ウクライナ語の「ハヤブサ」には「勇敢な飛行士」という意味もある。対外向けアピールもあり、「Ukrainian Falcons」という英語名も使用している。日本語では、ウクライナ・ファルコンズやウクライニアン・ファルコンズと紹介されることもある。1997年より、6 機のMiG-29で編成されたチームとして活動を始めた。

## 概要
チーム結成は、ウクライナの独立を記念してMiG-29 9-13とMiG-29UB各1 機からなる展示飛行チームが編成された頃から構想され始められたとされる。このチームは1992年にアメリカ合衆国とカナダで展示飛行を行い、ウクライナ空軍機として初めて広く世界にアピールした。また、アメリカ合衆国への訪問時にサンダーバーズやブルーエンジェルスなどを見たことも新たなるチーム結成の動機となったとされる。
チームの根拠地としてはムィールホロドとキーロウシケが候補に挙がったが、1995年末にウクライナ軍国立航空科学試験センターの試験飛行施設のある後者を根拠地とすることに決定した。
機種は、当初はL-39が選ばれた。この機体はチェコスロヴァキア製の小型軽量の複座練習機で、軽快な運動性から各国の展示飛行チームで使用されていた。しかしながら、より効果的な迫力のある展示飛行には実戦用の機体が必要であるということがすぐに明らかとなり、翌1996年には高機動力を持つことで知られるMiG-29が選出された。同じくMiG-29を使用するロシアの展示飛行チームストリージが当初MiG-29 9-12とMiG-29UBで編成されのちMiG-29 9-13とMiG-29UBに機種変更したのと異なり、ウクライーンシキ・ソーコルイは当初よりMiG-29 9-13（5 機、恐らくは改良型のMiG-29S）とMiG-29UB(1 機)を用いた。機体には、伝統的なウクライナ色である「青」と「黄」を基調にした特別な塗装が施された。なお、「青」はウクライナの明るい青い空、「黄」はヨーロッパ一良い土壌を持つウクライナで多く作られている小麦畑の色を表しているとされるが、向日葵の色を表しているという説もある。
ウクライナ空軍機による展示飛行は、ウクライーンシキ・ソーコルイの活動休止後はSu-27単機によるものが主流となっており、同空軍のMiG-29は対外的には姿を見せることはほぼなくなっていた。また、燃料の不足により訓練等に困難が生じていることから、現在ウクライナ空軍が以前のような多数機による展示飛行を行うことは難しくなっているとされ、外国における展示飛行がSu-27単機で行われることが多くなった理由もそこにあると思われる。また、2002年にリヴィウの航空ショーにおいてSu-27が墜落し、観客に200名以上の死傷者を出す墜落事故を起こしたことから、それ以降空軍は派手な活動を自粛している。なお、このとき墜落したSu-27には、ウクライーンシキ・ソーコルイ出身のパイロットが搭乗していた。
ウクライーンシキ・ソーコルイもSu-27の事故以降活動を休止しており、チームで使用していたMiG-29 9-13の1 機はキーウ・ジュリャーヌィ国際空港の航空博物館の展示となってしまった。残る機体は、キーロウシケで駐機保管されていた。
2006年末のウクライナ国防省の発表によれば、今後チームはL-39による訓練を再開し、リヴィウ航空機修理工場で実施されているMiG-29の近代化改修に合わせて、それが配備される2008年から活動を再開する予定であるとされた。実際にチームは2007年に訓練を再開しており、2008年から2009年にかけて近代化改修型MiG-29で以って本格的な活動を再開する予定となっていた。
2009年8月には活動を再開し、同年8月24日の独立記念日パレードではヴァスィーリキウから飛び立った首都キーウ上空の展示飛行を実施した。なお、独立記念日パレードでのキーウ上空パスは、前年まで通常のMiG-29 9-13が行っていた。活動再開に際して塗装が若干変更され、主翼と水平尾翼の後縁（フラップなど）が青から黄色に塗り替えられた。

## 実績
チームが展示飛行を実施した都市は以下の通り。
- キーウ
- ヴィーンヌィツャ
- シンフェローポリ
- クレメンチューク
- ヴァスィーリキウ
- ムィールホロド

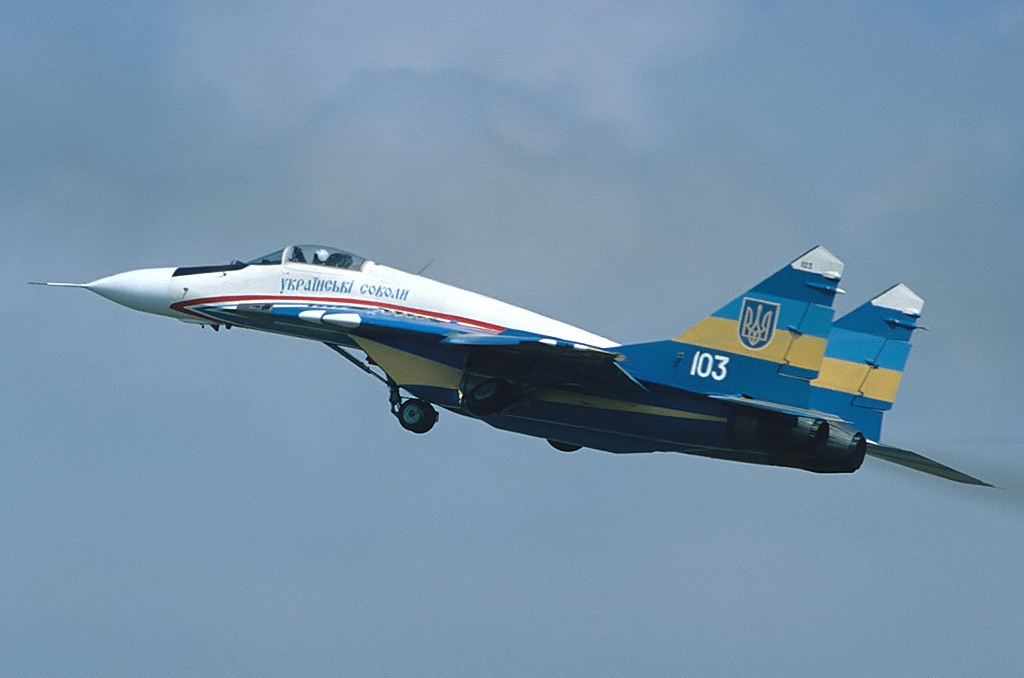
ウクライーンシキ・ソーコルイのMiG-29。1997年のRIATにて撮影。

その他、トルコなど国外の航空ショーにも参加している。